# Arsisaca
Arsisaca từng là một chi bướm đêm thuộc họ Noctuidae, nó chỉ có một loài Arsisaca bolinalis. Arsisaca hiện tại được coi là đồng nghĩa của Bulia.